# 香港中文大學校友會聯會張煊昌學校
香港中文大學校友會聯會張煊昌學校（英語：CUHK FAA Thomas Cheung School）是香港中文大學校友會聯會（中大校友會）創立的第一所學校，位於沙田顯徑邨近嘉田苑，於1987年創校。

## 歷史
香港中文大學校友會於1980年已有意開辦津貼中學，並於1982年由中大校友代表成立辦學團體「香港中文大學校友會聯會教育發展有限公司」，以經辦相關事務。
但是，由於捐款問題導致中學未能籌建，故中大校友會改為先開辦小學，並獲批准。及後，此校於1987年正式創立。
此校於2000年起，與同年開辦之香港中文大學校友會聯會陳震夏中學結為聯繫學校，三年後升級為一條龍學校。然而，有關「結龍」關係已於2014年起取消。

## 校園設施
此校為一所經擴建的第二代1980年代標準小學校舍，面積約7,000平方米，設有26間課室。除了課室以外，另設有包括電腦室、音樂室、校園電視台等特別室 。

## 班級結構
全校目前設有23班。

## 歷屆行政人員

### 校監
- 李金鐘 先生（？-2002年）
- 莫秀馨 女士（2002年[6]-？）
- 關彩華 女士[7]
- 游應森 先生（現任校監）

### 校長
- 黃民泰 先生（1987年-1995年，創校校長）[8][註 1]
- 梁滿榮 先生（1995年[9]-2012年）[10][註 2]
- 劉愛民 女士（2012年[11]-？）
- 李慧苑 女士（現任校長）

## 著名/傑出校友
- 陳湛文（1994年畢業）：香港電影演員
- 郭嘉文（2005年畢業）：前無綫電視藝人
- 龍小菌（2000年畢業）：香港著名歌手[12]
- 吳偉超（1993年畢業）：退役香港足球員[13]

## 註解
1. ↑  後出任中華基督教會基恆小學末任校長。
2. ↑  已於2025年逝世。

## 外部連結
- 學校網頁 （页面存档备份，存于）